# Micropterix aureofasciella
Micropterix aureofasciella és una espècie d'arna de la família Micropterigidae. Va ser descrita per Heath l'any 1986.
L'especie és endèmica de la costa d'Algèria, a la zona que va d'Alger a Skikda.